# Алън Рейчинс
Алън Рейчинс (на английски: Alan Rachins) (3 октомври 1942 г. - 2 ноември 2024 г.) е американски актьор, най-известен с ролята си на Дъглас Бракман в сериала „Законът на Ел Ей“, за която получава номинации за Златен глобус и Еми, както и с тази на бащата на Дарма, хипито Лари, в ситкома „Дарма и Грег“.

## Личен живот
Женен е за актрисата Джоана Франк от 1978 г. и имат един син на име Робърт. Рейчинс е член на Менса.
Умира от сърдечна недостатъчност на 2 ноември 2024 г.